# إميليو زابيكو
إميليو زابيكو (بالإسبانية: Emilio Zapico)‏ مواليد 27 مايو 1944 في إسبانيا، كان سائق فورملا 1 إسباني سابق كان قد بدأ مسيرته الاحترافية سنة 1976. كان أول سباق له هو سباق الجائزة الكبرى الإسباني 1976.